# Pozdrav Soncu
Pozdrav soncu ali Spomenik soncu (hrvaško Pozdrav suncu) je spomenik v Zadru na Hrvaškem, posvečen Soncu. Sestavljen je iz kroga s premerom 22 metrov, ki predstavlja Sonce, s tristo večslojnimi steklenimi ploščami, postavljenimi na isti ravni kot s kamnom tlakovana obala, pod njimi pa so fotovoltaični solarni moduli. Svetlobni elementi, nameščeni v krogu, se ponoči prižgejo in ustvarijo svetlobno predstavo. Manjši krogi predstavljajo planete. Spomenik simbolizira komunikacijo z naravo, komunicira s svetlobo, bližnje Morske orgle pa komunicirajo z zvokom. Spomenik Soncu in Morskim orglam je zasnoval hrvaški arhitekt Nikola Bašić.

## Lega
Spomenik se nahaja na vhodu v pristanišče hrvaškega mesta Zadar na zahodni točki zadrskega polotoka.

## Oblikovanje
Spomenik sestavlja 300 večslojnih steklenih plošč, postavljenih v ravnini s kamnitim tlakom obrežja, razporejenih v obliki kroga s premerom 22 metrov. Poleg glavne instalacije »Sonce«, gledano z zahoda, so podobne, manjše instalacije, ki predstavljajo planete Osončja. Velikost Sonca in planetov je sorazmerna, kot tudi razdalja od središča vsake plošče, vendar se razmerja velikosti in razdalje razlikujejo, ker so planeti tako daleč. Pod steklenimi ploščami so fotovoltaični solarni moduli s svetlobnimi elementi, ki se ponoči vklopijo in ustvarijo svetlobno predstavo.
V kromiranem obroču na obodu sončne instalacije so izpisana imena vseh naslovnih svetnikov cerkva na Zadrskem polotoku. Spomenik je tudi koledar, saj so poleg imen svetnikov tudi njihovi prazniki, skupaj z naslednjimi podatki za vsak datum: sončna deklinacija in sončna višina severno ali južno od ekvatorja (DEC najmanj -23° do največ 23°); dolžina sončne svetlobe v poldnevniku na ta datum in na obali. To je bilo pripravljeno v sodelovanju s pomorskim znanstvenikom, profesorjem Maksimom Klarinom iz Pomorske šole Zadar, ki je tudi programiral čas začetka in konca svetlobnega šova za 50 let od leta 2008.
Planetarne instalacije imajo podobne obroče, na katerih je njihovo ime v hrvaščini ter njihov astronomski simbol.

## Solarni moduli
Fotonapetostni solarni moduli absorbirajo svetlobno energijo, jo pretvorijo v električno energijo in oddajo v električno omrežje. Celoten sistem letno proizvede približno 46.500 kWh, kar je polovica energije, ki jo potrebuje zadrska riva.

## Stroški
Stroški gradnje so znašali 8 milijonov kun (brez DDV) (približno 1,3 milijona evrov), skupni stroški (z urejanjem okolice) pa 50 milijonov kun (približno 7 milijonov evrov). Vzdrževanje zaradi izpostavljenosti soncu, vlagi in soli v letih 2008-2013 je znašalo okoli 700 tisoč kun. Marca 2019 je bil zaključen obsežen projekt prenove in nadgradnje v vrednosti 4 milijonov kun.

## Vandalizem
Poškodbe, kot so razpoke na solarnih modulih, so bile opažene že večkrat, največ na instalaciji Sonce, kjer je poškodovanih 12 solarnih modulov, ter na instalacijah Jupiter in Saturn. Razpoke je povzročil 3500 kg težek tovornjak, ki je zapeljal čez module. Mesto je dodalo 24-urnega nadzornika in nadzorne kamere. Junija 2009 je neznani predmet razbil štiri module, v noči na 8. avgust pa še dva. 5. maja 2019 je mladenič s kladivom razbil module in povzročil za 90.000 € škode.

## Galerija
- Merkur
- Venera
- Zemlja
- Mars
- Jupiter
- Saturn
- Uran
- Neptun